# Капална де Жос (Алба)
Капална де Жос (рум. Căpâlna de Jos) насеље је у Румунији у округу Алба у општини Жидвеј. Општина се налази на надморској висини од 286 m.

## Становништво
Према подацима из 2002. године у насељу је живело 803 становника.

### Попис2002.
| Расподела становништва по националности 2002.‍ | Расподела становништва по националности 2002.‍ | Расподела становништва по националности 2002.‍ | Расподела становништва по националности 2002.‍ | Расподела становништва по националности 2002.‍ |
| --------------------------------------------- | --------------------------------------------- | --------------------------------------------- | --------------------------------------------- | --------------------------------------------- |
|                                               |                                               |                                               |                                               |                                               |
| Румуни                                        | Румуни                                        |                                               | 795                                           | 99,4%                                         |
| Мађари                                        | Мађари                                        |                                               | 5                                             | 0,6%                                          |